# Temple de la Puríssima Concepció Victòria (Tortosa)
El Convent de la Puríssima també conegut com a temple de la Puríssima Concepció Victòria és una església i antic convent a la ciutat de Tortosa (Baix Ebre) protegit com a bé cultural d'interès local.

## Arquitectura
L'església i el convent formen un conjunt amb la façana principal al carrer de Montcada i el mur lateral al carrer de la Puríssima. L'església conserva la part de la façana corresponent a la planta de l'edifici barroc, amb porta de mig punt amb emmarcament classicista de columnes que sostenen un entaulament i finestres allindades en esplandit amb senzilles motllures d'emmarcament. A la part superior el mur s'ha refet.

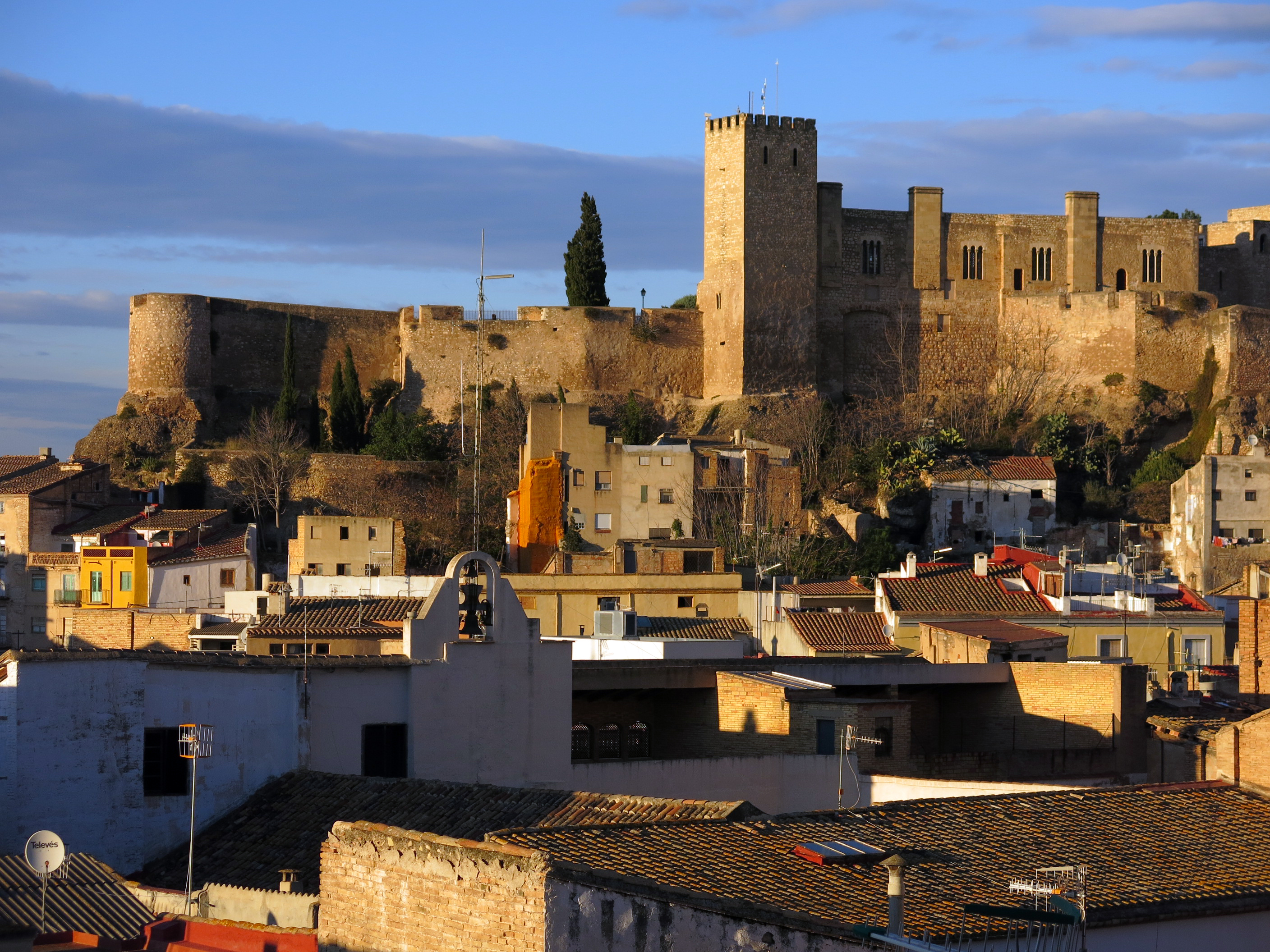
El campanar d'espadanya de l'església de la Puríssima, amb la Suda al fons, des del mirador de Sant Tomàs, al barri de Santa Clara

L'interior conserva també l'estructura original de planta rectangular única amb dues capelles entre contraforts per banda, però ha estat força refeta modernament. La volta de la nau i les capelles és de mig punt, sostinguda la primera part per arcs faixons sobre pilastres classicistes, i simulant, mitjançant una motllura, una volta de creueria. Sobre l'absis, hi ha una estructura cupulada sobre trompes. Als peus, hi ha el cor elevat separat per una senzilla gelosia de fusta.
A la part alta dels murs s'obren finestres rectangulars o ovals amb emmarcament d'estuc d'inspiració barroca. L'arrebossat dels murs és pintat simulant carreus. A la volta hi ha aplicacions d'estuc en forma de rosetes en els arcs faixons i creuers. També són estucs decoratius amb motius vegetals els capitells de les pilastres i la cornisa que recorre tot el temple per sobre d'ells. A les voltes de les capelles i a la central hi ha esgrafiats de temes vegetals naturalistes.
L'altar major té estructura d'arc de triomf que tanca una fornícula amb la imatge de la Verge i un acabament en forma de frontó semicircular partit, amb la imatge de la fundadora. A més d'aquest altar, destaca el primer de la dreta, dedicat al Santíssim Crist. La capella és més fonda i cupulada i conté la imatge del Sant Crist, barroca. Actualment a la sagristia es conserva una còpia del Crist feta el 1945.
El convent adossat a l'església és de construcció moderna. Al claustre i en altres sectors de clausura conserva elements gòtics i renaixentistes. Als anys 1980 un sector es dedicava a guarderia infantil.

## Història
Va ser construït sobre l'antic palau Montcada i l'església de Sant Antoni. Fundat el 1644 per Joan Baptista Veschi, bisbe de Tortosa entre 1641 i 1655, el seu mausoleu es conserva a l'església. Les primeres religioses venien del monestir de Santa Clara. A darreries del segle xix es construeix un pavelló nou per a la clausura (infermeria, cuina, refectori). Amb la Guerra Civil s'abandonà i es cremà, patint desperfectes greus en l'estructura. El 1939 s'inicia la restauració de l'església, a les que segueixen les obres del monestir dirigides per l'arquitecte Llorca. La clausura es restableix el 1956 però les obres no s'acaben fins al 197?, quan es fa la porteria i la façana. L'església és restaurada el 1981-1982.
Les dos pintures laterals del presbiteri, a l'oli, són del segle xvii i pertanyen al napolità Francesco Paterno.